# Eriopyga rhimla
Eriopyga rhimla là một loài bướm đêm trong họ Noctuidae.